# افسانه زلدا: پیوندهای بیداری (بازی ویدئویی ۲۰۱۹)
«افسانه زلدا: پیوندهای بیداری» (انگلیسی: The Legend of Zelda: Link's Awakening) یک بازی ویدئویی در سبک بازی اکشن-ماجراجویی است که توسط نینتندو و در سال ۲۰۱۹ و در پلت‌فرم نینتندو سوئیچ منتشر شده‌است. این عنوان یک نسخه بازسازی از نسخه اصلی است که در سال ۱۹۹۳ برای کنسول دستی گیم بوی عرضه شده بود. 